# Jannik Steimle
Jannik Steimle (ur. 4 kwietnia 1996 w Weilheim an der Teck) – niemiecki kolarz szosowy.

## Osiągnięcia
Opracowano na podstawie:

2016
- 1. miejsce w Croatia-Slovenia

2018
- 1. miejsce w klasyfikacji górskiej Flèche du Sud
- 3. miejsce w À travers les Hauts-de-France
  - 1. miejsce w klasyfikacji młodzieżowej
- 1. miejsce na 2. etapie Kreiz Breizh Elites
- 1. miejsce w klasyfikacji górskiej Okolo Jižních Čech
  - 1. miejsce na 5. etapie

2019
- 3. miejsce w Szlakiem Grodów Piastowskich
  - 1. miejsce na etapie 1a
- 1. miejsce na 4. etapie Flèche du Sud
- 1. miejsce w Oberösterreichrundfahrt
  - 1. miejsce na 1. etapie
- 1. miejsce w prologu i na 5. etapie Österreich-Rundfahrt
- 1. miejsce w Kampioenschap van Vlaanderen

2020
- 1. miejsce w Okolo Slovenska
  - 1. miejsce na etapie 1b

2021
- 2. miejsce w Okolo Slovenska
  - 1. miejsce na 2. etapie

2022
- 2. miejsce w mistrzostwach Niemiec (jazda indywidualna na czas)

## Rankingi
| Rok             | 2016  | 2017  | 2018 | 2019 | 2020 | 2021 | 2022 | 2023 | 2024 |
| --------------- | ----- | ----- | ---- | ---- | ---- | ---- | ---- | ---- | ---- |
| World Ranking   | 1158. | 2746. | 469. | 274. | 190. | 421. | 396. | 529. | 313. |
| UCI Europe Tour | 782.  | 1723. | 278. | 222. | 157. | 347. | 318. | -    | -    |
|                 |       |       |      |      |      |      |      |      |      |
| Źródło: UCI     |       |       |      |      |      |      |      |      |      |